# Aleksej Nikolajev
Aleksej Valerjevitsj Nikolajev (Russisch: Алексей Валерьевич Николаев) (Moskou, 1 augustus 1971) is een Russisch voormalig voetbalscheidsrechter. Hij was in dienst van FIFA en UEFA tussen 2007 en 2017. Ook leidde hij tot 2018 wedstrijden in de Premjer-Liga.
Op 2 augustus 2007 maakte Nikolajev zijn debuut in Europees verband tijdens een wedstrijd tussen FC Haka en Rhyl FC in de voorronde van de UEFA Cup; het eindigde in 2–0 voor FC Haka en Nikolajev trok viermaal een gele kaart. Zijn eerste interland floot hij op 6 september 2008, toen Servië met 2–0 won van Faeröer. Tijdens dit duel gaf Nikolajev drie gele kaarten en één rode.

## Interlands
| Datum            | Plaats                 | Wedstrijd              | Uitslag | Competitie           | Kreeg geel | Kreeg voor de tweede keer geel en dus rood | Weggestuurd |
| ---------------- | ---------------------- | ---------------------- | ------- | -------------------- | ---------- | ------------------------------------------ | ----------- |
| 6 september 2008 | Belgrado, Servië       | Servië – Faeröer       | 2 – 0   | WK 2010 kwalificatie | 3          | 0                                          | 1           |
| 2 juni 2010      | Minsk, Wit-Rusland     | Wit-Rusland – Zweden   | 0 – 1   | Vriendschappelijk    | 6          | 0                                          | 0           |
| 7 september 2010 | Rotterdam, Nederland   | Nederland – Finland    | 2 – 1   | EK 2012 kwalificatie | 3          | 0                                          | 0           |
| 9 februari 2011  | Tel Aviv, Israël       | Israël – Servië        | 0 – 2   | Vriendschappelijk    | 3          | 0                                          | 0           |
| 29 maart 2011    | Kiev, Oekraïne         | Oekraïne – Italië      | 0 – 2   | Vriendschappelijk    | 4          | 1                                          | 0           |
| 2 september 2011 | Tirana, Albanië        | Albanië – Frankrijk    | 1 – 2   | EK 2012 kwalificatie | 3          | 0                                          | 0           |
| 11 juni 2013     | Kopenhagen, Denemarken | Denemarken – Armenië   | 0 – 4   | WK 2014 kwalificatie | 3          | 0                                          | 0           |
| 14 november 2013 | Tallinn, Estland       | Estland – Azerbeidzjan | 2 – 1   | Vriendschappelijk    | 1          | 0                                          | 0           |
| 18 februari 2015 | Boztepe, Turkije       | Kazachstan – Moldavië  | 1 – 1   | Vriendschappelijk    | 4          | 0                                          | 0           |